# Куйбишев Валеріан Володимирович
Валеріан Володимирович Куйбишев (25 травня (6 червня) 1888, Омськ, Акмолинська область, Російська імперія — 25 січня 1935, Москва, РРФСР, СРСР) — російський революціонер, а потім радянський партійний і політичний діяч.
Член ЦВК СРСР 1—6 скликань, кандидат у члени ЦК ВКП(б) (1921—1922), член ЦК ВКП(б) (1922—1923, 1927—1935), член Політбюро ЦК ВКП(б) (з 19 грудня 1927 по 25 січня 1935), член Організаційного бюро ЦК ВКП(б) (з 3 квітня 1922 по 17 квітня 1923 та з 10 лютого 1934 по 25 січня 1935), секретар ЦК ВКП(б) (1922—1923). Член Центральної контрольної комісії РКП(б) у 1923—1927, голова та член Президії ЦКК РКП(б) у 1923—1926 роках. Член та голова Комісії радянського контролю при РНК СРСР у 1934—1935 роках.

## Походження
Батько, Володимир Якович Куйбишев (пом. 24 листопада 1909), спадковий військовий, підполковник. Очолював військову присутність в Тюмені, похований там же на колишньому Текутьєвському кладовищі. Мати — Юлія Миколаївна Гладишева, була дочкою чиновника з Семипалатинська, де служив Володимир Якович. Вони одружилися в 1883 році.

## Біографія
Валеріан Куйбишев народився в 1888 році в Омську, де служив офіцером його батько. Коли народився Валеріан, Володимир Якович служив в Омському гарнізоні. У 1889 році Володимир Якович був призначений повітовим військовим начальником в Кокчетав — містечко на півночі Акмолинської області, на південний захід від Омська. І вся родина капітана Куйбишева переїхала в Кокшетау

### Юність. Кадетський корпус
У серпні 1898 року десятирічний Валеріан Куйбишев знову приїхав в Омськ — він був зарахований в Омський кадетський корпус. Як син військового він вступив на повне державне забезпечення. За кілька років він почав відвідувати марксистські гуртки. Перші такі гуртки виникли в Омську в 1896—1897 роках. Біля їхніх початків стояли політичні засланці Дядько по материнській лінії — Олександр Гладишев — всього на чотири роки старший за Куйбишева, заразив його інтересом до революційних ідей. У Кокчетаві відбував заслання член петербурзької благоєвської групи В. Г. Харитонов.
У липні 1900 року Куйбишев вперше доставив з Омська в Кокчетав революційні прокламації. Потім в місті була створена підпільна друкарня, в липні 1904 року — перший гурток з пропаганди марксизму серед молоді
У 1904 році в 16 років вступив в РСДРП. Його батько в цей час бере участь у російсько-японській війні (був поранений і контужений).

### Агітатор і підпільник. Арешти
У 1905-му році, у віці 17 років, Валеріан Куйбишев закінчив кадетський корпус. Він відправився в Санкт-Петербург, де вступив до Військово-медичної академії. З осені 1905 року він живе в Санкт-Петербурзі та у вільний від занять час виконує обов'язки зв'язкового в міській організації РСДРП: перевозить нелегальну літературу, бере участь у перевезенні зброї. На початку 1906 року Куйбишев потрапив під нагляд поліції і кілька разів піддавався допитам. У результаті він був виключений з академії.
Куйбишев виїхав до Кузнецька, куди на той час був переведений його батько. Два місяці він гостював у батьків в Кузнецьку, липень-серпень 1906 року. За цей час він встиг організувати нелегальний гурток РСДРП. За його участю в будинку купця Фонарьова була встановлена підпільна друкарня.
Восени 1906 року переховувався від поліції в Омську, але в листопаді був заарештований за зберігання нелегальної літератури. З листопада 1906 року пробув під слідством. У березні військово-окружний суд виправдав Куйбишева, а генерал-губернатор вислав 18 -річного Валеріана під гласний поліцейський нагляд до батьків у Каїнськ Томської губернії, де тоді служив батько Куйбишева. Сучасна адреса їхнього будинку вул. Свєрдлова, 28.
Але до Каїнська Валеріан не доїхав, затримавшись у квітні 1907 року в Томську, де став членом агітгрупи. Група вела роботу серед солдатів гарнізону і робітників. Організував на станції Тайга страйк робітників. Переїхав в Петропавловськ, де випустив чотири номери партійної легальної газети. Влітку 1907 року в Каінську і Барабінську організовував революційні гуртки, вів пропаганду, налагоджував отримання нелегальної літератури і друк прокламацій. Потім, під загрозою нового арешту, перебрався в Петропавловськ.
У лютому 1908 року був затриманий і поміщений у в'язницю. У липні того ж року втік з в'язниці в Санкт-Петербург, проте вже 11 липня він там був заарештований. Після місяця в «Хрестах» етапований в Каїнськ, де жив як адміністративний засланець.
30 квітня 1909 року заарештований як адресат, на чиє ім'я з Києва прийшла посилка з нелегальною літературою. Був ув'язнений у Каїнську, але в середині травня переведений до Томську. Проте через нестачу доказів його виправдали і звільнили.
Восени 1909-го року Куйбишев вступив до Томського університету на юридичний факультет. Провчився до початку 1910, і в результаті був відрахований за революційну діяльність, як керівник військової організації томського комітету РСДРП. У лютому 1910 був знову заарештований, вже вчетверте. П'ять місяців перебував під слідством, перебуваючи в томської в'язниці, потім висланий на два роки в Нарим. Там разом з Яковом Свердловим створив більшовицьку організацію.
У травні 1912 року втік до Омська, де через місяць був затриманий і після майже річного ув'язнення в томській в'язниці висланий в Тамбов під гласний поліцейський нагляд. Втік з міста, в липні 1913 — липні 1914 р.р. вів революційну роботу в Санкт -Петербурзі, Вологді, Харкові.
У липні 1914 року був висланий до села Тутура Верхоленского повіту Іркутської губернії. Навесні 1916 року втік, в тому ж році був заарештований і засуджений до заслання строком на 5 років у Туруханський край. До місця посилання не доїхав. У селі Казачинский був звільнений після Лютневої революції.

### Революція 1917
У березні 1917 року приїхав до Самари, де очолив Самарську організацію РСДРП і був обраний головою Самарської ради. З квітня 1917 року — гласний Самарської міської Думи. В жовтні 1917 року брав участь у встановленні радянської влади в Самарі. З жовтня 1917 по 3 квітня 1918 року — голова Самарського губернського комітету РСДРП(б) (РКП(б)). З 9 листопада по 12 грудня 1917 року — голова Самарського військово-революційного комітету. У грудні 1917 — 5 квітня 1918 роках — голова виконавчого комітету Самарської губернської ради. З 6 квітня 1918 року — голова Самарської губернської Ради народного господарства, з 7 квітня 1918 року — голова Самарської міської Ради народних комісарів. З 25 травня по липень 1918 року — голова Самарського губернського революційного комітету.

### Громадянська війна
15 липня — 13 вересня 1918 року — політичний комісар, член Революційної військової ради (РВР) 1-ї армії Східного фронту. 8 вересня — 31 жовтня 1918 року — політичний комісар, член Революційної військової ради (РВР) 4-ї армії Східного фронту.
15 жовтня 1918 — 25 лютого 1919 р.р. — голова виконавчого комітету Самарської міської ради. 18 лютого — 9 квітня 1919 року — голова виконавчого комітету Самарської губернської ради. З 30 березня по 7 квітня 1919 року — голова Самарського губернського комітету РКП(б).
У квітні — 18 липня 1919 року — член РВР Південної групи армій Східного фронту, голова РВР Самарського укріпленого району, член РВР Східного фронту РСЧА. У липні — 14 серпня 1919 року — член РВР Астраханської групи військ Туркестанського фронту. 14 серпня — 14 жовтня 1919 року — член РВР 11-ї армії Туркестанського фронту. 14 жовтня 1919 — 20 вересня 1920 р.р. — член РВР Туркестанського фронту.
З жовтня 1919 року — заступник голови Туркестанської комісії ВЦВК і РНК РРФСР. З травня 1920 року — начальник Політичного управління Туркестанського фронту.
8 вересня — грудень 1920 року — уповноважений виконавчого комітету Комуністичного інтернаціоналу (Комінтерну) в Бухарі, повноважний представник РРФСР в Бухарській НСР.

### Кар'єра на держслужбі,Політбюро ЦК ВКП (б).
У грудні 1920 року обраний членом президії ВЦРПС та начальником економічного відділу ВЦРПС. У квітні 1921 року обраний членом Президії ВРНГ. З листопада 1921 року — начальник Головного управління електропромисловості «Головелектро» ВРНГ РРФСР, керівник здійснення плану ГОЕЛРО.
3 квітня 1922 — 17 квітня 1923 р.р. — секретар ЦК РКП(б).
26 квітня 1923 — 3 листопада 1926 р.р. — голова та член Президії Центральної контрольної комісії ВКП(б). Одночасно 28 квітня — 6 липня 1923 року — народний комісар робітничо-селянської інспекції РРФСР. 6 липня 1923 — 5 серпня 1926 р.р. — народний комісар робітничо-селянської інспекції СРСР.
З 16 січня по 5 листопада 1926 року — заступник голови Ради народних комісарів СРСР та заступник голови Ради праці і оборони СРСР.
5 серпня 1926 — 10 листопада 1930 р.р. — голова Вищої ради народного господарства (ВРНГ) СРСР. Був також головою першого складу редколегії журналу «Вісник стандартизації» (нині журнал «Стандарти та якість»).
З 10 листопада 1930 по 14 травня 1934 р.р. — заступник голови Ради народних комісарів СРСР та заступник голови Ради праці і оборони СРСР. 10 листопада 1930 — 25 квітня 1934 р.р. — голова Державної планової комісії при Раді праці і оборони — РНК СРСР. З лютого 1932 по квітень 1933 р.р. — голова Комітету із заготівель сільськогосподарських продуктів при Раді праці і оборони СРСР.
11 лютого 1934 — 25 січня 1935 р.р. — голова Комісії радянського контролю при РНК СРСР.
14 травня 1934 — 25 січня 1935 р.р. — 1-й заступник голови Ради народних комісарів СРСР та 1-й заступник голови Ради праці і оборони СРСР. Був одним з найближчих сподвижників і радників з питань економіки Йосипа Сталіна.
У листопаді 1934 року домігся від Політбюро ЦК ВКП (б) створення Політкомісії ЦК для «боротьби з байсько — куркульським опором» в Узбекистані і сам увійшов до її складу. Політкомісія мала право стверджувати вироки до розстрілу.

### Смерть
25 січня 1935 року раптово помер у своєму робочому кабінеті. Офіційна версія смерті — закупорка тромбом правої коронарної артерії серця. Похований у некрополі біля Кремлівської стіни.

## Особисте життя
Був одружений кілька разів:
- на Пані Панасівні Стяжкіній (1890—1962 р.р.), членкині РСДРП з 1908 року. Стяжкіна довгий час працювала в торгпредстві, апараті ЦК ВКП (б), була шифрувальницею у розвідника Ріхарда Зорге. Одночасно з В. В. Куйбишевим перебувала в Іркутській засланні, в селі Тутури Верхоленского повіту. Допомагала чоловікові в редагуванні статей та підготовці віршів для рукописного журналу «Єлань» (кінець 1915 — початок 1916 року). Їй присвячені віршовані рядки Куйбишева в «Грёзах» (1915). Навесні 1916 р., через три тижні після втечі В. В. Куйбишева, бігла до нього в Самару, де знову потрапила під арешт. 03.03.1917 р. народила у в'язниці сина Володимира, ледь не загинувши в післяпологовий гарячці. При чехах і Комучем — в самарському підпіллі. З 1921 р. — У Москві.
- на Євгенії Соломоновні Коган (1886—1937 р.р.), членкині РСДРП з 1907 року. Співмешкали в 1917—1919 р.р.. У 1919 році, коли Куйбишев отримав призначення на Східний, а потім і на Туркестанський фронт, Коган з ним не поїхала, а залишилася в Самарі, де була в черговий раз обрана членом губкому РКП (б).
- на Галині Олександрівні Трояновської — дочці Олександра Антоновича Трояновського та Олени Федорівни Розмирович.
- на Ользі Андріївні Лежава (1901—1986 р.р.) — остання (і єдина офіційна) дружина Куйбишева в 1928—1935. У 1927 році працювала в московському НДІ луб'яних волокон.

Був музично обдарованою людиною, любив Пушкіна, Лермонтова і Некрасова, часто декламував їх. Сам з дитинства писав вірші.